# Ishii Kikujiro
Ishii Kikujirō, född den 24 april 1866 i Mobara, död den 25 maj 1945 i Tokyo, var en japansk greve och diplomat.
Ishii var ambassadsekreterare 1891-96 i Paris och 1896-1900 i Peking samt därefter till 1912 anställd i krigsministeriet, sista tiden som vice-minister.
Ishii var 1912-15 ambassadör i Paris, juli 1915-oktober 1916 utrikesminister, sändes 1917 i särskild mission till Förenta staterna och var sedermera februari 1918-juni 1919 ambassadör i Washington, D.C. och senare åter ambassadör i Paris.
Ishii företrädde Japan i Nationernas förbunds råd (1920) och var även förste japansk delegerad vid delegeradeförsamlingens möten i Genève.